# 十和田市立切田中学校
十和田市立切田中学校（とわだしりつ きりだちゅうがっこう）は、青森県十和田市大字切田にある公立中学校。
十和田市内では「切中（きりちゅう）」と呼ばれることもある。

## 概要
県内初の特認校で、県外の特認校などを参考にし、特認制を実施している。平成31年・令和元年度の全校生徒は50人と極めて少ない。市郊外の自然豊かな地域にある。

## 沿革
- 1947年（昭和22年）
  - 4月1日 - 三本木町立切田中学校として発足。校舎は、上切田小学校校舎併設。
  - 4月21日 - 開校式挙行。
- 1955年（昭和30年）2月1日 - 三本木町の市制施行により、三本木市立切田中学校と改称。
- 1956年（昭和31年）10月10日 - 市名変更により、十和田市立切田中学校と改称。
- 1958年（昭和33年）
  - 4月1日 - 下切田中学校を併合、独立新校舎に移転。
  - 4月x日 - 開校式と始業式挙行。産業教育指定校となる。
- 1960年（昭和35年）2月28日 - 体育館新築。全校舎落成式典挙行。校章制定。
- 1962年（昭和37年）3月17日 - 校歌制定（作詞:霞良彦・作曲 :長谷川芳美）。
- 1966年（昭和41年）11月 - 給食用調理室が完成し、学校給食開始。
- 1967年（昭和42年）9月 - 創立10周年記念式典挙行。ブラスバンド編成。
- 1969年（昭和44年）6月1日 - 夏間木中学校を吸収統合。
- 1971年（昭和46年）4月 - 市給食センターからのセンター給食に切替。
- 1973年（昭和48年）11月 - 掘抜井戸水より市水道に転換。
- 1976年（昭和51年）10月 - 校門完成（豊川工業、堀左官より寄贈）。
- 1992年（平成4年）
  - 3月 - 校舎新築落成。
  - 4月 - 校訓制定（勤勉、誠実、克己）。
- 1993年（平成5年）
  - 3月 - 校旗樹立式挙行。校訓・校歌掲額。
  - 11月 - 校舎・体育館落成創立35周年記念式典挙行。
- 1994年（平成6年）7月 - 創立35周年記念碑「一燈照隅」建立。
- 1995年（平成7年）3月 - 同窓会設立。
- 1999年（平成11年）4月 - 特認モデル校に指定され、次年度から特認校となる。
- 2003年（平成15年）6月 - 青少年赤十字（JRC）加盟登録。
- 2008年（平成20年）11月 - 創立50周年記念式典挙行。祝賀会開催。また、記念事業として環境整備、記念誌刊行、学校案内看板などを設置。

## 教育目標
- よく勉強に励む生徒
- 正しく行動する生徒
- 進んで心身を鍛える生徒

## 学区
- 大字切田、大字相坂字向切田、大字藤島字古渕川原
  - この学区は、下切田小学校の学区と同じである。
- この他、特認制度により市内であれば上記の学区以外からでも入学できる。

## 生徒会活動
- 生徒会執行部
- 生活委員会
- 図書委員会
- 美化委員会
- 保健委員会

## 部活動
運動部
- 卓球部

文化部
- 文化部

## アクセス
- 十和田市役所から、車で約5.9km・約11分。
- 百石道路・第二みちのく有料道路下田百石ICから、車で約23.8km・約47分。

## 参考資料
- 『十和田市史 上巻』（十和田市・1976年9月1日発行）「第四篇教育 第二章学校教育 五市内小中学校沿革 ○中学校」779頁～780頁「切田中学校」（1969年の記載分まで）